# Pipra fasciicauda
Pipra fasciicauda е вид птица от семейство Манакинови (Pipridae).

## Разпространение
Видът е разпространен в Аржентина, Боливия, Бразилия, Парагвай и Перу.